# Дефоссе, Робер
Робе́р Дефоссе́ (фр. Robert Défossé, 19 июня 1909 — 30 августа 1973) — французский футболист, вратарь сборной Франции, участник чемпионата мира—1934.

## Карьера

### Клубная
Большую часть своей карьеры игрока Робер Дефоссе провёл в клубе «Олимпик Лилль», за который выступал с 1932 по 1938 год. В составе «Олимпика» голкипер участвовал в первом чемпионате Франции и стал победителем этого турнира. В 1938 году Дефоссе перешёл в «Ред Стар», за который выступал один сезон, после чего завершил карьеру футболиста.

### В сборной
Робер Дефоссе дебютировал в сборной Франции 12 февраля 1933 года в товарищеском матче с Австрией. Вратарь попал в заявку национальной сборной для участия в чемпионате мира—1934, однако ни в одном матче на турнире не сыграл.
В последний раз за сборную Дефоссе выступал 13 декабря 1936 года в товарищеском матче со сборной Югославии. Всего голкипер провёл за национальную команду 9 товарищеских матчей.
| Матчи Дефоссе за сборную Франции | Матчи Дефоссе за сборную Франции | Матчи Дефоссе за сборную Франции | Матчи Дефоссе за сборную Франции | Матчи Дефоссе за сборную Франции | Матчи Дефоссе за сборную Франции | Матчи Дефоссе за сборную Франции |
| -------------------------------- | -------------------------------- | -------------------------------- | -------------------------------- | -------------------------------- | -------------------------------- | -------------------------------- |
| №                                | Дата                             | Оппонент                         | Счёт                             | Пропущено голов                  | Соревнование                     |                                  |
| 1                                | 12 февраля 1933                  | Австрия                          | 0:4                              | 4                                | Товарищеский матч                |                                  |
| 2                                | 19 марта 1933                    | Германия                         | 3:3                              | 3                                | Товарищеский матч                |                                  |
| 3                                | 26 марта 1933                    | Бельгия                          | 3-0                              | 0                                | Товарищеский матч                |                                  |
| 4                                | 23 апреля 1933                   | Испания                          | 1:0                              | 0                                | Товарищеский матч                |                                  |
| 5                                | 25 мая 1933                      | Уэльс                            | 1:1                              | 1                                | Товарищеский матч                |                                  |
| 6                                | 10 июня 1933                     | Чехословакия                     | 0-4                              | 4                                | Товарищеский матч                |                                  |
| 7                                | 6 декабря 1933                   | Англия                           | 1:4                              | 4                                | Товарищеский матч                |                                  |
| 8                                | 21 января 1934                   | Бельгия                          | 3:2                              | 2                                | Товарищеский матч                |                                  |
| 9                                | 13 декабря 1936                  | Югославия                        | 1:0                              | 0                                | Товарищеский матч                |                                  |

## Достижения
- Чемпион Франции (1): 1932/33